# آ استرادا
آ استرادا (به اسپانیایی: A Estrada) یک شهرستان در اسپانیا با جمعیت ۸٬۲۹۱ نفر است که در استان پنتبدرا واقع شده‌است.